# (4225) Hobart
(4225) Hobart ist ein Hauptgürtelasteroid, der am 31. Januar 1989 von Tsutomu Hioki und Nobuhiro Kawasato von der Sternwarte in Okutama aus entdeckt wurde.
Der Asteroid wurde nach den Elektroingenieur Joseph R. Hobart (* 1944) benannt.